# Alaksandr Zarambiuk
Alaksandr Zarambiuk (biał. Аляксандр Зарамбюк; ur. w 1982 w Mostach) – białoruski polityk opozycyjny, w latach 2003–2007 deputowany do Mostowskiej Rejonowej Rady Deputowanych.

## Życiorys

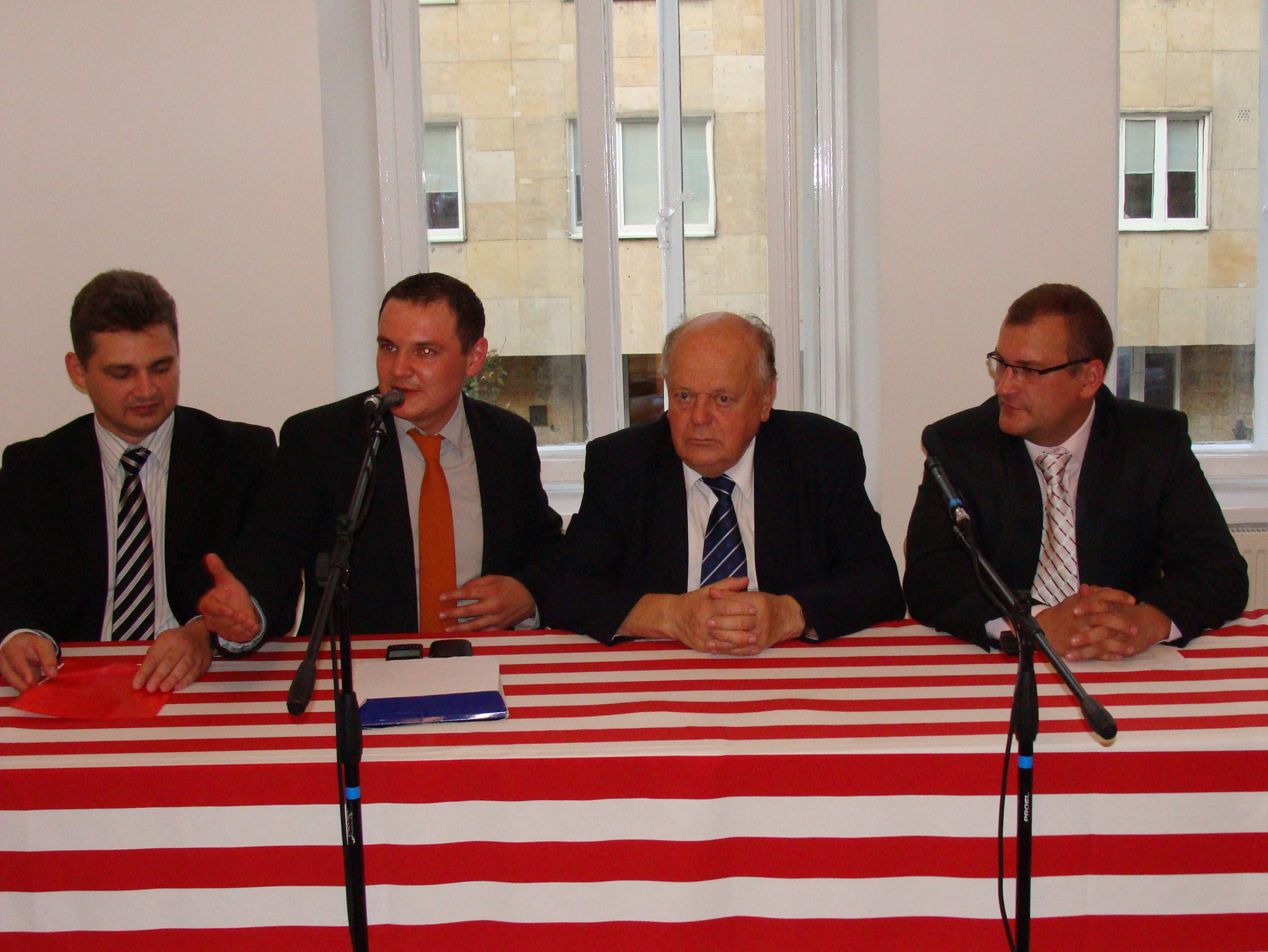
Alaksandr Zarambiuk (drugi od lewej) podczas otwarcia Domu Białoruskiego w Warszawie; wrzesień 2011

Urodził się w 1982 roku w mieście Mosty, w rejonie mostowskim obwodu grodzieńskiego Białoruskiej SRR, ZSRR. Ukończył Grodzieński Koledż Sztuk ze specjalnością „reżyser świąt masowych”. Był działaczem Młodego Frontu. W marcu 2003 roku został deputowanym do Mostowskiej Rejonowej Rady Deputowanych. Był jednym z założycieli bloku przedwyborczego Młoda Białoruś. W 2004 roku kandydował do Izby Reprezentantów Zgromadzenia Narodowego Republiki Białorusi III kadencji z Mostowskiego Okręgu Wyborczego jako kandydat bezpartyjny. Według oficjalnych wyników otrzymał 9,8% głosów i nie zdobył mandatu deputowanego. Od 2005 roku należał do zespołu popierającego Alaksandra Milinkiewicza.